# Moleta de Pastoritx
La Moleta de Pastoritx és una elevació de 753,91 metres situada a la Serra de Tramuntana de Mallorca. Es troba en el terme de Valldemossa, entre el Serral del Pi i la Coma, separant la Coma de la vall de Pastoritx. El seu cim és aplanat, en forma de mola, i cobert d'alzines. Prop del cim hi ha una caseta de caçadors, el Porxo del Pla de la Moleta, i diversos colls de caçar tords. L'accés per la Coma és per la Font Nova, pujant aviat cap a la Moleta, però també s'hi pot accedir pel Pas de sa Regata o d'en Príam.

## Llocs d'interès
- Casa de neu de Pastoritx: situada en el vessat de la Moleta que pega cap a Pastoritx, a 540 m d'altura. Es tracta d'un pou de neu petit reutilitzat com a bassa.

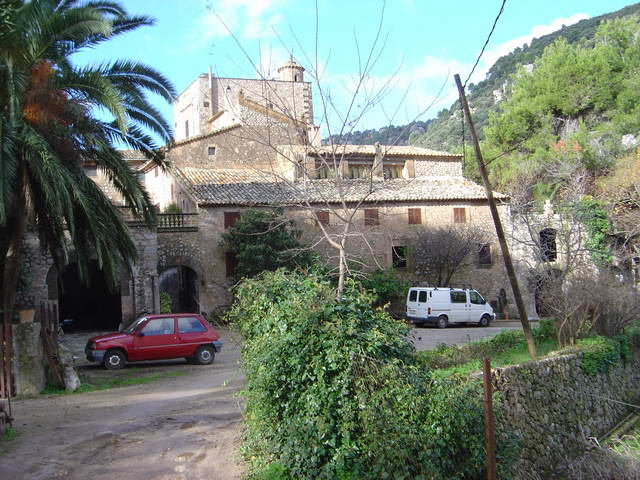
La Coma